# ジェシー・リード
ジェシー・トーマス・リード（Jessie Thomas Reid , 1962年6月1日 - ）は、アメリカ合衆国ハワイ州ホノルル出身の元プロ野球選手（外野手）。

## 来歴・人物
リンウッド高校から1980年のMLBドラフト1巡目（全体の7番目）でサンフランシスコ・ジャイアンツと契約。1987年9月にメジャー初昇格を果たし、9月29日には初スタメンでサンディエゴ・パドレスのジミー・ジョーンズから本塁打を放つも、2年間で出場は8試合のみ、安打はその本塁打1本のみにとどまった。1989年にオークランド・アスレチックスと契約するがメジャー昇格はならず、シーズンオフにフリーエージェントとなった。
1991年7月に日本へ渡り、NPBの近鉄バファローズへ入団。同年、近鉄はラルフ・ブライアント、ジム・トレーバーという強力助っ人外国人を擁し、首位争いを演じていた。しかし、7月にブライアントが故障で戦線離脱してしまう。だが、第3の外国人として契約していたオジー・カンセコはまだ一軍出場の目処が立っていなかった。そこで白羽の矢が立ったのがリードだった。
入団するとすぐに一軍登録され、シーズン終了まで出場し続け51試合に出場し打率.275本塁打10本を記録しチーム残留を勝ち取った。翌1992年はトレーバーが退団したこともあって開幕から一軍で4番打者として出場し続けていたが、他球団に対策され打率を大きく下げ本塁打も10本止まりとなる。シーズン後半には途中入団したアルビン・デービスに一軍の座を譲り渡すこととなる。シーズン最終戦の10月13日の対日本ハム戦で、途中出場のリードは延長10回裏に芝草宇宙からサヨナラ本塁打を放つが、その試合を最後に退団し、1994年にメキシコでプレーしたのを最後に現役を引退した。

## 詳細情報

### 年度別打撃成績
| 年 度    | 球 団    | 試 合 | 打 席 | 打 数 | 得 点 | 安 打 | 二 塁 打 | 三 塁 打 | 本 塁 打 | 塁 打 | 打 点 | 盗 塁 | 盗 塁 死 | 犠 打 | 犠 飛 | 四 球 | 敬 遠 | 死 球 | 三 振 | 併 殺 打 | 打 率 | 出 塁 率 | 長 打 率 | O P S |
| -------- | -------- | ----- | ----- | ----- | ----- | ----- | -------- | -------- | -------- | ----- | ----- | ----- | -------- | ----- | ----- | ----- | ----- | ----- | ----- | -------- | ----- | -------- | -------- | ----- |
| 1987     | SF       | 6     | 9     | 8     | 1     | 1     | 0        | 0        | 1        | 4     | 1     | 0     | 0        | 0     | 0     | 1     | 0     | 0     | 5     | 0        | .125  | .222     | .500     | .722  |
| 1988     | SF       | 2     | 2     | 2     | 0     | 0     | 0        | 0        | 0        | 0     | 0     | 0     | 0        | 0     | 0     | 0     | 0     | 0     | 1     | 0        | .000  | .000     | .000     | .000  |
| 1991     | 近鉄     | 51    | 215   | 182   | 31    | 50    | 12       | 1        | 10       | 94    | 34    | 0     | 1        | 0     | 1     | 31    | 2     | 1     | 37    | 4        | .275  | .381     | .516     | .898  |
| 1992     | 近鉄     | 77    | 296   | 246   | 33    | 57    | 10       | 1        | 10       | 99    | 37    | 0     | 0        | 0     | 2     | 47    | 0     | 1     | 66    | 5        | .232  | .355     | .402     | .757  |
| MLB：2年 | MLB：2年 | 8     | 11    | 10    | 1     | 1     | 0        | 0        | 1        | 4     | 1     | 0     | 0        | 0     | 0     | 1     | 0     | 0     | 6     | 0        | .100  | .182     | .400     | .582  |
| NPB：2年 | NPB：2年 | 128   | 511   | 428   | 64    | 107   | 22       | 2        | 20       | 193   | 71    | 0     | 1        | 0     | 3     | 78    | 2     | 2     | 103   | 9        | .250  | .366     | .451     | .817  |

### 記録
NPB
- 初出場・初先発出場：1991年7月19日、対オリックス・ブルーウェーブ18回戦（グリーンスタジアム神戸）、3番・指名打者として先発出場、5打数1安打
- 初打席：同上、1回表に伊藤敦規の前に左飛
- 初安打：同上、8回表に佐藤義則から二塁打
- 初打点：1991年7月28日、対ロッテオリオンズ15回戦（藤井寺球場）、1回裏に伊良部秀輝から左前適時打
- 初本塁打：同上、5回裏に伊良部秀輝から右越2点本塁打

### 背番号
- 26 （1987年 - 1988年）
- 35 （1991年 - 1992年）